# Parafia Niepokalanego Serca Najświętszej Marii Panny w Okartowie
Parafia Niepokalanego Serca Najświętszej Marii Panny w Okartowie – parafia rzymskokatolicka, znajdująca się w diecezji ełckiej, w dekanacie Orzysz. Do 30 września 2020 parafia przynależała do Dekanatu Biała Piska.